# Surry (Nuevo Hampshire)
Surry es un pueblo ubicado en el condado de Cheshire en el estado estadounidense de Nuevo Hampshire. En el Censo de 2010 tenía una población de 732 habitantes y una densidad poblacional de 17,73 personas por km².

## Geografía
Surry se encuentra ubicado en las coordenadas 43°2′2″N 72°20′40″O / 43.03389, -72.34444. Según la Oficina del Censo de los Estados Unidos, Surry tiene una superficie total de 41.3 km², de la cual 40.48 km² corresponden a tierra firme y (1.98%) 0.82 km² es agua.

## Demografía
Según el censo de 2010, había 732 personas residiendo en Surry. La densidad de población era de 17,73 hab./km². De los 732 habitantes, Surry estaba compuesto por el 97.81% blancos, el 0.14% eran afroamericanos, el 0% eran amerindios, el 1.37% eran asiáticos, el 0% eran isleños del Pacífico, el 0.14% eran de otras razas y el 0.55% pertenecían a dos o más razas. Del total de la población el 0.55% eran hispanos o latinos de cualquier raza.